# Schülerfreifahrt
Die Schülerfreifahrt ist eine seit 1971 bestehende Leistung des Bundes in Österreich, durch die Schülern und Lehrlingen bis zum 24. Lebensjahr die Fahrt vom inländischen Wohnort zur Schule mit öffentlichen Verkehrsmitteln gefördert wird. Bezugsberechtigt sind alle Schüler und Lehrlinge, für die österreichische Kinderbeihilfe bezogen wird. Die Schüler müssen die Schule an mindestens vier Tagen in der Woche besuchen. Rechtliche Basis ist der § 30 des Familienlastenausgleichsgesetzes. Für diese Leistung werden jährlich rund 400 Mio. € aus dem Ausgleichsfonds für Familienbeihilfen ausgegeben.

## Antrag
Beantragt wird diese Leistung vom Schüler bzw. den Erziehungsberechtigten mittels Formular, das von der Schule bestätigt werden muss, direkt beim Verkehrsunternehmen bzw. Verkehrsverbund, dessen Leistungen in Anspruch genommen werden sollen. Die Formulare werden in der Regel bereits in den Sommerferien ausgegeben, damit die Freifahrt ab dem ersten Schultag in Anspruch genommen werden kann. Es ist ein Eigenanteil von 19,60 Euro je Schul- bzw. Lehrjahr zu bezahlen. Dieser muss mit einem Zahlschein überwiesen werden, als Verbindung zum Antrag dient eine Identifikationsnummer, die am Antrag einzutragen ist. Die Förderung wird dann mit den Verkehrsunternehmungen direkt abgerechnet.

## Ausweis

Beispiel für eine edu.card mit Eintragung der Freifahrt (unten)

Der Schüler erhält einen Freifahrtausweis mit Foto, der die Benutzung nur der für den Schulweg benötigten Verbindung erlaubt. Er gilt nur an Werktagen (Montag bis Samstag) sowie in den Weihnachts-, Semester-, Oster- und Pfingstferien, jedoch nicht an Sonn- und Feiertagen sowie in den Sommerferien. Er kann aber oft durch Aufzahlung in eine Monats- oder Jahreskarte für das gesamte lokale Streckennetz umgewandelt werden. So kostet z. B. das Top Jugendticket, welches für ein Jahr die Benutzung aller öffentlicher Verkehrsmittel in Wien, Niederösterreich und dem Burgenland gestattet, 88,60 Euro (Stand Juli 2025), in denen der Eigenanteil von 19,60 Euro bereits enthalten ist.
Das Aussehen der Ausweise ist nicht zentral geregelt. Es sind folierte Ausweise aus Papier und solche im Scheckkartenformat im Umlauf. Noch wenige Verkehrsverbünde drucken die Berechtigung direkt auf den Scheckkarten-Schülerausweis edu.card, wenn eine solche vorhanden ist.